# Acalolepta subunicolor
Acalolepta subunicolor là một loài bọ cánh cứng trong họ Cerambycidae.